# طلعت علي
طلعت علي (29 مايو 1950 بلاهور في باكستان - ) (بالأردوية: طلعت علی)‏ (بالإنجليزية: طلعت علی)‏ هو لاعب كريكت باكستاني. شارك مع منتخب باكستان للكريكت.

## وصلات خارجية
- طلعت علي على موقع إي آس بي آن كريك إنفو (الإنجليزية)